# Nikołaj Antonow-Griciuk
Nikołaj (Łuka) Iosifowicz Antonow-Griciuk (ros. Николай (Лука) Иосифович Антонов-Грицюк, ur. 1893 w guberni wołyńskiej, zm. 22 lutego 1939) – funkcjonariusz radzieckich służb specjalnych, major bezpieczeństwa państwowego.

## Życiorys
Syn ukraińskiego robotnika rolnego, po ukończeniu dwóch klas szkoły wiejskiej pracował jako robotnik rolny, w listopadzie 1913 powołany do rosyjskiej armii, we wrześniu 1914 skierowany na Front Południowo-Zachodni I wojny światowej, od maja 1916 chorąży, a od marca 1917 podporucznik, w lipcu 1917 zdemobilizowany, ponownie pracował jako robotnik rolny. Od lutego 1918 członek RKP(b)/WKP(b), od grudnia 1918 w Armii Czerwonej, zastępca komisarza 1 Komunistycznego Oddziału Powstańczego, dowódca kompanii 21 Pułku Wołyńskiego, od czerwca do października 1919 pomocnik dowódcy pułku, brał udział w walkach pod Żytomierzem i Korosteniem, od marca 1920 do marca 1922 pełnomocnik Wydziału Specjalnego (Czeki) 12 Armii. Od marca 1922 do sierpnia 1923 pełnomocnik GPU Ukraińskiej SRR i Kijowskiego Gubernialnego Oddziału GPU, od sierpnia 1923 do listopada 1929 pełnomocnik Pełnomocnego Przedstawicielstwa OGPU w Kraju Południowo-Wschodnim/Kraju Północnokaukaskim, od listopada 1929 do 2 października 1932 pomocnik szefa Kabardyno-Bałkarskiego Obwodowego Oddziału GPU, od 2 października 1932 do 10 lipca 1934 szef Kabardo-Bałkarskiego Obwodowego Oddziału GPU. Od 15 lipca 1934 do 1 lipca 1937 szef Zarządu NKWD Kabardyno-Bałkarskiego Obwodu Autonomicznego, od 25 grudnia 1935 kapitan, a od 21 kwietnia 1937 major bezpieczeństwa państwowego, od 1 lipca do 1 października 1937 ludowy komisarz spraw wewnętrznych Kabardyno-Bałkarskiej ASRR. Od 23 października 1937 do 28 marca 1938 zastępca szefa Wydziału 10 Głównego Zarządu Bezpieczeństwa Państwowego, od 28 marca do 23 października 1938 szef Wydziału Więziennictwa NKWD ZSRR. Deputowany do Rady Najwyższej ZSRR 1 kadencji.
23 października 1938 aresztowany, 22 lutego 1939 skazany na śmierć przez Kolegium Wojskowe Sądu Najwyższego ZSRR i rozstrzelany. 5 stycznia 1955 pośmiertnie zrehabilitowany.

## Odznaczenia
- Order Czerwonego Sztandaru (dwukrotnie - 1923 i 20 listopada 1925)
- Order Czerwonej Gwiazdy (11 lipca 1937)
- Medal jubileuszowy „XX lat Robotniczo-Chłopskiej Armii Czerwonej” (20 lutego 1938)
- Odznaka „Honorowy Funkcjonariusz Czeki/GPU (XV)” (4 lutego 1933)